# Splachnobryum crassinervium
Splachnobryum crassinervium là một loài rêu trong họ Splachnobryaceae. Loài này được Arts mô tả khoa học đầu tiên năm 2001.